# Wallfahrtskirche von Moglietti

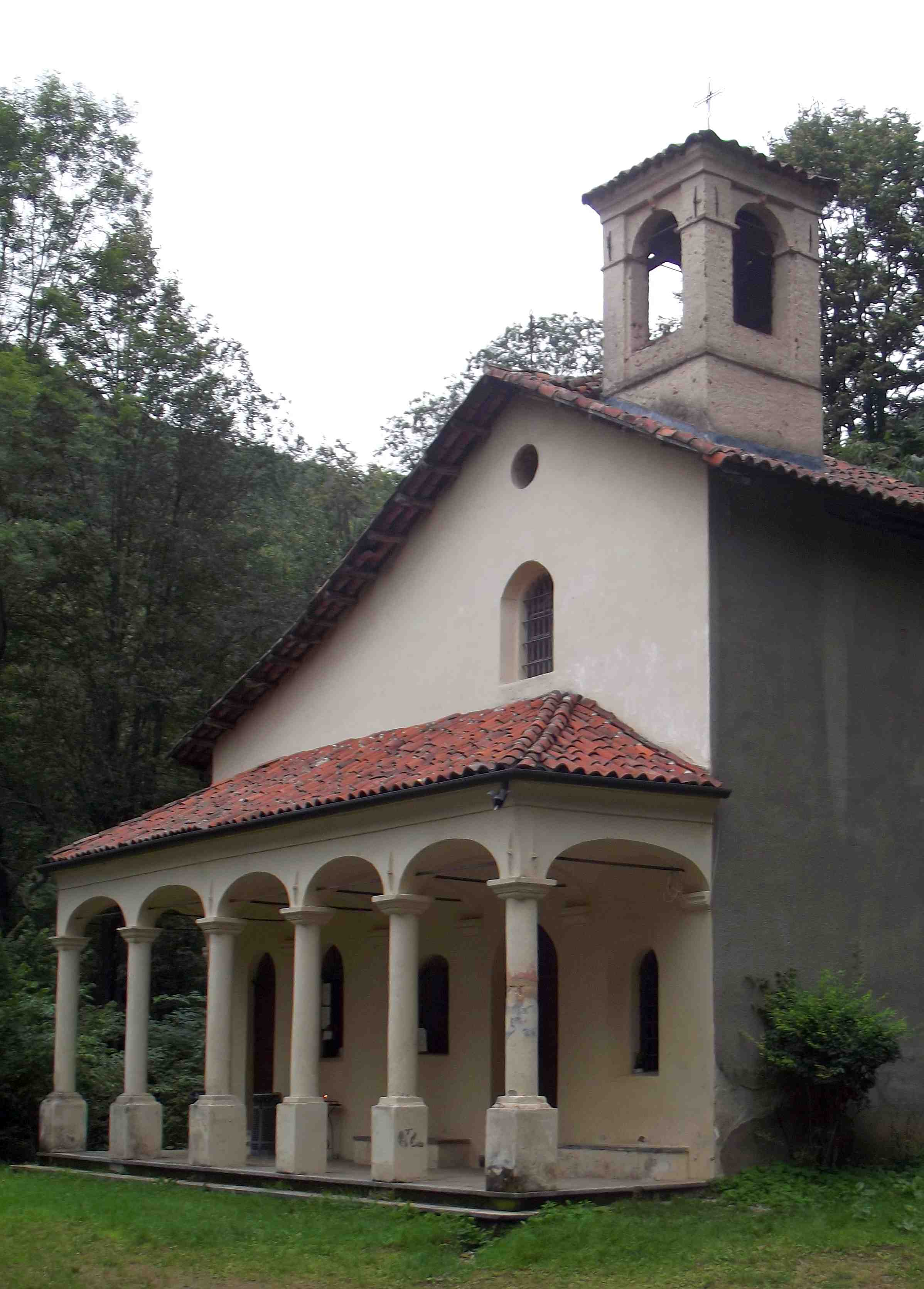
Die Kirche

Die Wallfahrtskirche der Moglietti (auf Piemontesisch Muijeit) ist ein Andachtsort in der Gemeinde Coggiola, der der Gnadenreichen Madonna geweiht ist. Sie liegt isoliert in den Wäldern nordöstlich des Hauptortes in der Nähe der Grenze zur Gemeinde Pray und weniger als einen Kilometer entfernt vom Rathaus von Caprile.

## Geschichte
Der Ort war einst ein sumpfiges Gelände, daher der Name muijeit, was auf Piemontesisch genau diese Bedeutung hat. Die Lokalität wird auch della battaglia (der Schlacht) genannt, weil hier der lokalen Überlieferung zufolge eine bewaffnete Auseinandersetzung stattgefunden haben soll, bei der die Einwohner von Coggliola die Anhänger des Fra Dolcino besiegten.
Die Wallfahrtsstätte entstand ab 1888, indem eine vorhergehende kleine Votivkapelle aus dem 18. Jh. erweitert wurde.

## Beschreibung
Gegenwärtig besteht die Wallfahrtsstätte aus einer kleinen Kirche mit Apsis, Portikus, Glockenturm und einer kleinen Einsiedelei. Der alte Votivpfeiler mit dem Bild der Madonna, die das Christkind im Arm hält, bildete den Ursprung der Wallfahrtsstätte und ist noch heute in das Gotteshaus eingegliedert. Vor der Wallfahrtsstätte erhebt sich ein Brunnen im Bielleser Stil mit verschiedenen Schöpflöffeln, die mit Ketten am Steinpfeiler befestigt sind, aus dem das Wasser heraustritt.
In der Kirche werden zahlreiche Votivgaben gezeigt, von den einheimischen Bewohnern für erhaltene Gnadenbeweise geschenkt wurden. Jedes Jahr wird am 2. Juli das Fest der Wallfahrtsstätte begangen.

## Wandern
Die Wallfahrtsstätte der Moglietti, die in 630 m Höhe liegt, kann vom nahen Ortsteil Fervazzo auf einer unbefestigten Straße erreicht werden. Sie gehört außerdem zu Andachtsorten, die an den Wander- und Pilgerwegen von CoEUR und am Weg von San Carlo liegen. Wenig entfernt von der Wallfahrtsstätte befindet sich die Schutzhütte Rifugio Moglietti.

## Bibliographie
- Museo Borgogna, Opere d’arte a Vercelli e nella sua provincia: recuperi e restauri 1968–1976 : catalogo della mostra : Vercelli, Museo Borgogna, Varallo, Pinacoteca, San Marco, Santa Maria delle Grazie, Sacro Monte, Biella, Museo civico, San Sebastiano : giugno-settembre 1976, Tip. torinese, 1976, p. 251.
- Gabriella Giovannacci Amodeo, Nuova guida di Biella e provincia, Libreria editrice Vittorio Giovannacci, 1994, p. 368.
- AA.VV., Comuni della provincia di Biella, Cuneo, Nerosubianco editore, 2005, p. 49.
- Giulio Pavignano, I santuari del Biellese - Fede, storia e tradizioni, Fotografie Gianfranco Bini e Giuseppe Simonetti, Biella, Edizioni Ieri e oggi, 2005.